# 2MASS J15253132+5810525
2MASS J15253132+5810525 ist ein Brauner Zwerg im Sternbild Drache. Er wurde 2004 von Gillian R. Knapp et al. entdeckt.